# Suphanburi Sports School Stadium
Das Suphanburi Sports School Stadium ist ein Fußballstadion mit Leichtathletikanlage in der thailändischen Stadt Suphanburi der gleichnamigen Provinz. Die Anlage hat eine Kapazität von 1500 Personen. Der Eigentümer und Betreiber ist die Suphanburi Sports School. Sie wird hauptsächlich für den Fußball genutzt und liegt in unmittelbarer Nähe zum Suphanburi Provincial Stadium mit 15.000 Plätzen. Es war die Heimspielstätte des Fußballclubs Suphanburi FC (Thai League), der jetzt im benachbarten Provincial Stadium antritt. Der Simork FC (momentan Thai League 3 – Lower), die Reservemannschaft des Suphanburi FC, war auch Nutzer der kleinen Sportstätte. 

## Nutzer des Stadions
| Verein        | Zeitraum der Nutzung |
| ------------- | -------------------- |
| Simork FC     | 2015 bis 2016        |
| Suphanburi FC | 2009 bis 2010        |